# Paramakatoi
Paramakatoi est une petite communauté indigène de la région de Potaro-Siparuni au Guyana, vivant dans la sierra de Pacaraima.

## Géographie
Le village est établi sur un plateau situé à environ 970 m d'altitude.

## Histoire
Le village a été fondé au début du XXe siècle.

## Économie
Il s'agit d'une communauté rurale, dont l'économie est basée sur l'agriculture, la chasse et l'élevage. Il existe un marché alimentaire bihebdomadaire. Les échanges commerciaux avec le Brésil voisin sont plus faciles que ceux avec le littoral du Guyana.

## Démographie

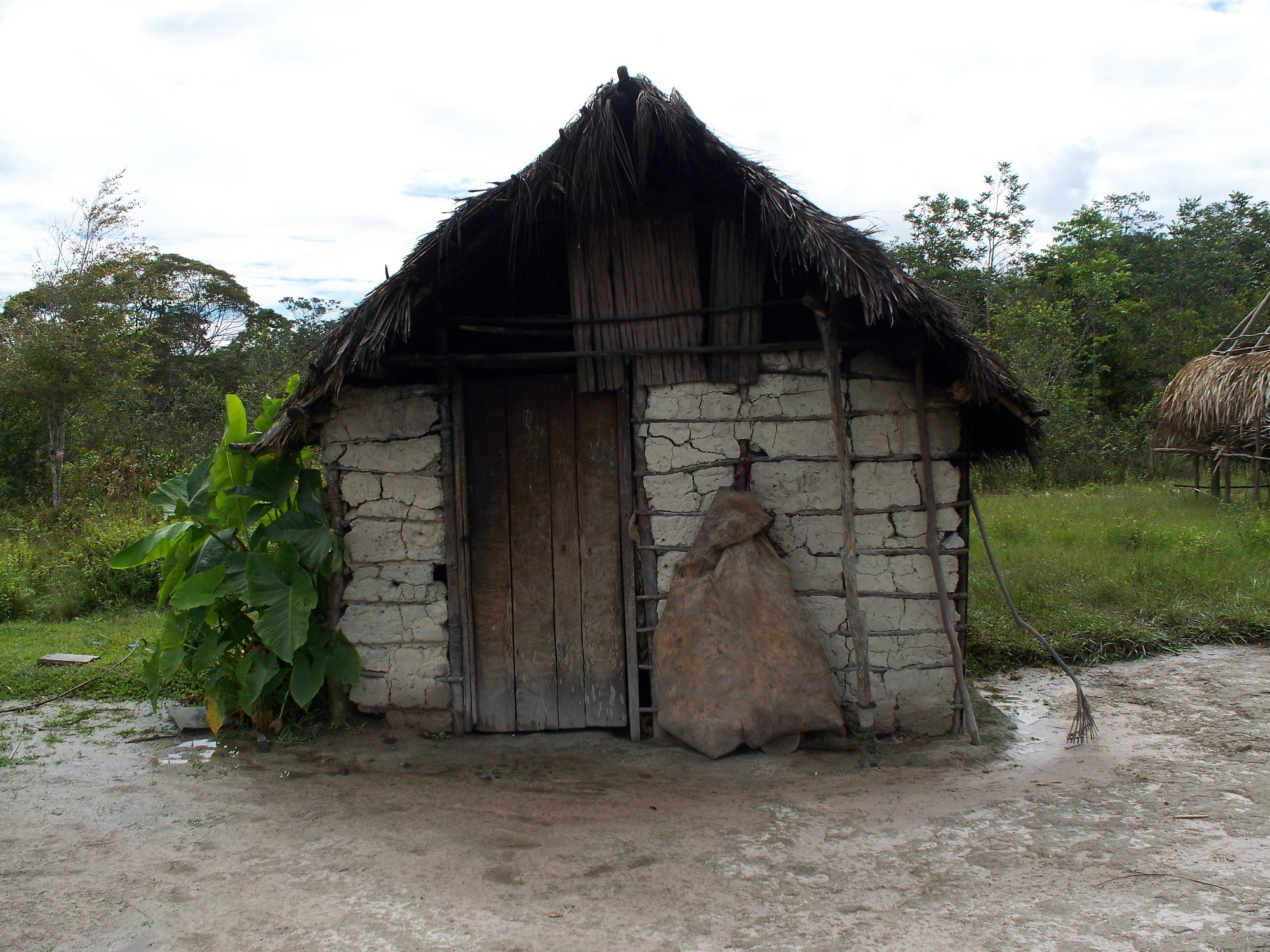
Habitation en terre séchée.

En 2017 la population était d'environ 3000 habitants, en 2019 elle est d'un peu plus de 2000. Elle est d'origine multiple : amérindienne, afroaméricaine et européenne (surtout portugaise).

## Éducation
Il existe des établissements scolaires jusqu'au niveau secondaire ; environ 400 élèves sont scolarisés en 2017.

## Santé
Il existe un centre de santé.

## Transport
Le village est desservi par des liaisons aériennes grâce à un aérodrome.